# 桑特尼 (芒什省)
桑特尼（法語：Sainteny，法語發音：[sɛ̃tni]）是法国芒什省的一个旧市镇，属于圣洛区。2016年，桑特尼与市镇圣乔治德博翁合并为新市镇土地沼泽村，桑特尼为新市镇行政中心。

## 地理
桑特尼（49°14'18"N, 1°18'51"W）面积21.63 平方千米，位于法国诺曼底大区芒什省，该省份为法国西北部沿海省份，西、北、东北三面环大西洋，东起顺时针与卡爾瓦多斯省、奧恩省、马耶讷省和伊勒-维莱讷省接壤。
与桑特尼接壤的市镇（或旧市镇、城区）包括：歐韋爾。

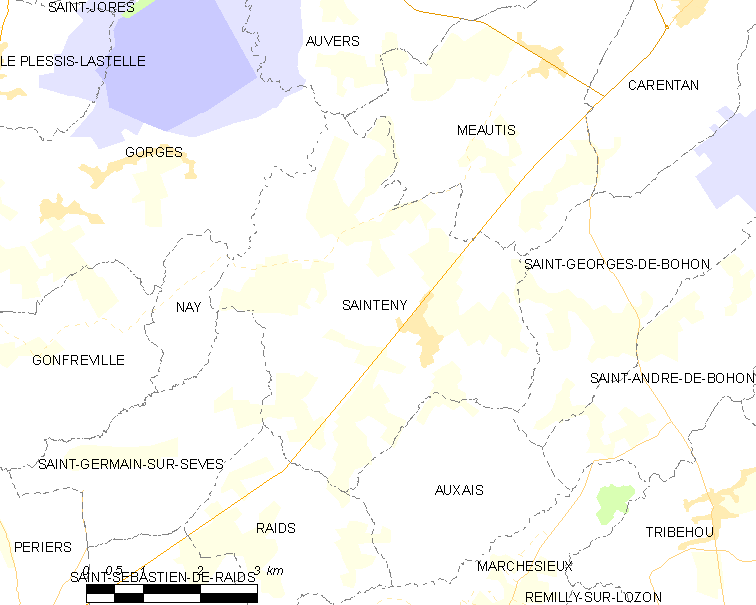
的OSM定位图

桑特尼的时区为UTC+01:00、UTC+02:00（夏令时）。

## 行政
桑特尼的邮政编码为50500，INSEE市镇编码为50564。

## 政治
桑特尼所属的省级选区为卡朗唐莱马赖县。

## 人口

1962-2008年间人口变化图示

桑特尼于2018年1月1日时的人口数量为887人。